# Dilophus rubiginosus
Dilophus rubiginosus är en tvåvingeart som beskrevs av Oswald Duda 1930. Dilophus rubiginosus ingår i släktet Dilophus och familjen hårmyggor. Inga underarter finns listade i Catalogue of Life.